# Kybos patula
Kybos patula är en insektsart som först beskrevs av Delong 1931.  Kybos patula ingår i släktet Kybos och familjen dvärgstritar. Inga underarter finns listade i Catalogue of Life.